# 72-я пехотная дивизия (Российская империя)
72-я пехотная дивизия — пехотное соединение в составе российской императорской армии.

## История дивизии
Сформирована в июле 1914 года из кадра 35-й пехотной дивизии. Вошла в состав 2-го армейского корпуса 1-й армии Северо-Западного фронта. В конце августа 1914 года понесла огромные потери в арьергардных боях при отступлении к р. Слудзе на завершающем этапе 2-й части Восточно-Прусской операции. 8 сентября приказом по 2-му армейскому корпусу № 34 дивизия была расформирована, а остатки личного состава и материальной части переданы в другие полки и бригады корпуса.

 Менее счастливы были 54-я и 72-я пехотные дивизии. Разгромленные в последних числах августа 1914 года на Мазурских озёрах, они были расформированы.— А. А. Керсновский. История Русской армии
72-я артиллерийская бригада сформирована в июле 1914 года по мобилизации в Рязани из кадра, выделенного 35-й артиллерийской бригадой. 8 сентября остатки бригады были влиты в 43-ю артиллерийскую бригаду.

## Состав дивизии
- 1-я бригада
  - 285-й Мценский пехотный полк
  - 286-й Кирсановский пехотный полк
- 2-я бригада
  - 287-й Тарусский пехотный полк
  - 288-й Куликовский пехотный полк
- 72-я артиллерийская бригада

## Командование дивизии

### Начальники дивизии
- 19.07.1914-31.05.1915 — генерал-майор Орлов, Дмитрий Дмитриевич

### Начальники штаба дивизии
- полковник Балтийский, Александр Алексеевич

### Командиры бригады
- 29.07.1914-08.0.1914 — генерал-майор Туров, Пётр Николаевич

### Командиры 72-й артиллерийской бригады
- полковник Бодиско, Владимир Константинович